# Sedini
Sedini (Séddini in sassarese) è un comune italiano di 1 193 abitanti della città metropolitana di Sassari in Sardegna.

## Geografia fisica

### Territorio
Sedini si trova al centro della regione dell'Anglona nel nord della Sardegna, all'interno rispetto alla costa del golfo dell'Asinara. Dista circa 50 km dal capoluogo Sassari e confina con i comuni di Castelsardo, Tergu, Valledoria, Santa Maria Coghinas, Laerru, Bulzi e Nulvi. È collocato fra le due colline di la Maglina e lu Padru. Il territorio ha in generale una conformazione collinare, ma non mancano tratti di pianura, anche abbastanza estesi, dove si praticano l'agricoltura estensiva e l'allevamento.

## Storia

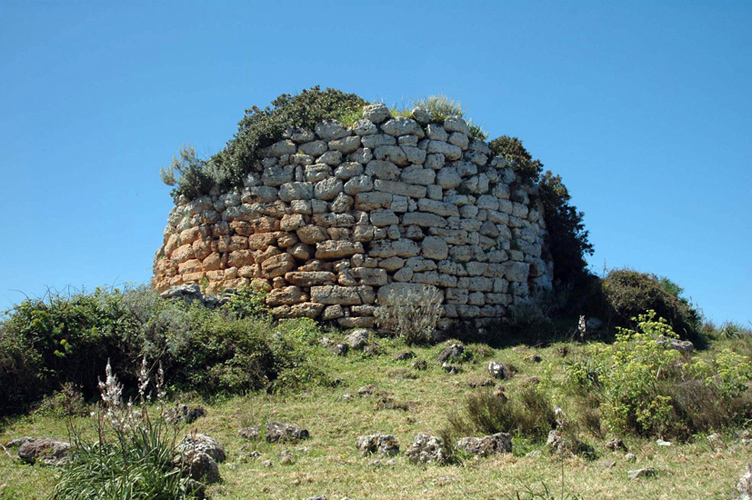
Nuraghe Lu Paddru

Il territorio doveva essere abitato già in epoca preistorica, per la presenza di numerose grotte che avrebbero potuto servire da abitazioni. Nel centro abitato vi è una domus de janas, insieme di tombe ipogeiche scavate nella roccia, la cui costruzione è attribuita al neolitico. Nell'età del bronzo si diffuse la civiltà nuragica della quale rimangono diverse testimonianze.
Nel medioevo fece parte del Giudicato di Torres, nella curatoria dell'Anglona. Alla caduta del giudicato (1259) passò ai Doria, ai Malaspina e successivamente (intorno al 1450) agli Aragonesi.
In regione Spelunca si osservano i resti di un villaggio, probabilmente abbandonato durante la peste del 1656. Nel XVIII secolo il paese venne incorporato nel principato d'Anglona, sotto la signoria prima dei Pimentel e poi dei Tellez-Giron d'Alcantara, ai quali fu riscattato nel 1839 con la soppressione del sistema feudale.

### Simboli
Lo stemma e il gonfalone del comune di Sedini sono stati concessi con decreto del presidente della Repubblica del 9 ottobre 2002.
La croce è quella di sant'Andrea, patrono della comunità sedinese; il fascio di spighe ricorda che il territorio di Sedini era considerato il più produttivo dell'Anglona; il cavallo simboleggia le antiche tradizioni equestri e la pratica, ancora diffusa, dell'allevamento dei cavalli.
Il gonfalone è un drappo di giallo.

## Monumenti e luoghi d'interesse

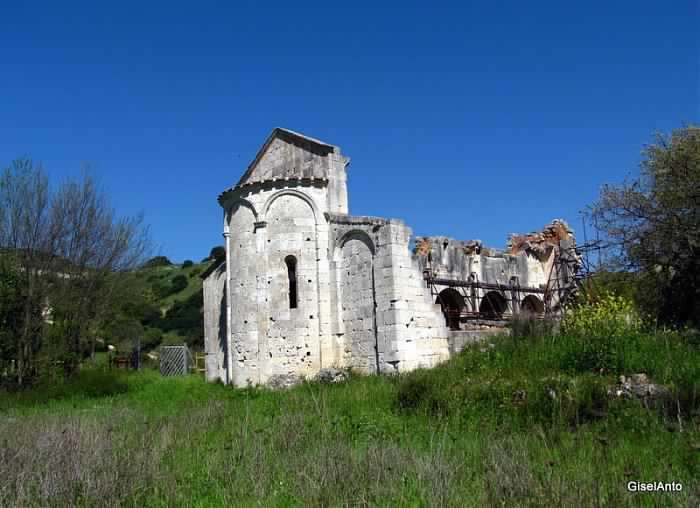
San Nicola di Silanis

### Architetture religiose
- Nella valle del rio Silanis sono presenti numerose testimonianze d'importanza storica e artistica. Fra queste la chiesa di San Nicola di Silanis (XII secolo), Santa Maria in Solio, Santa Barbara (rimaneggiata nel XVII secolo) e San Pancrazio.
- La chiesa parrocchiale di Sant'Andrea apostolo.

### Siti archeologici
- La domu de janas di Sedini, ubicata nella via principale del paese è di dimensioni notevoli. È stata utilizzata verso la fine del XIX e gli inizi del XX secolo come prigione, successivamente come casa di civile abitazione e attualmente ospita un museo etnografico.
- Il nuraghe Lu Paddru, nel versante sud dell'altipiano omonimo, in località La tanca di lu runaghi, è il sito nuragico più interessante del territorio. Costruito con massi di pietra calcarea conserva, ancora intatta nell'ogiva, la camera interna; intorno alla torre sono ben visibili i resti di alcune capanne del circostante villaggio.

### Luoghi di interesse naturalistico

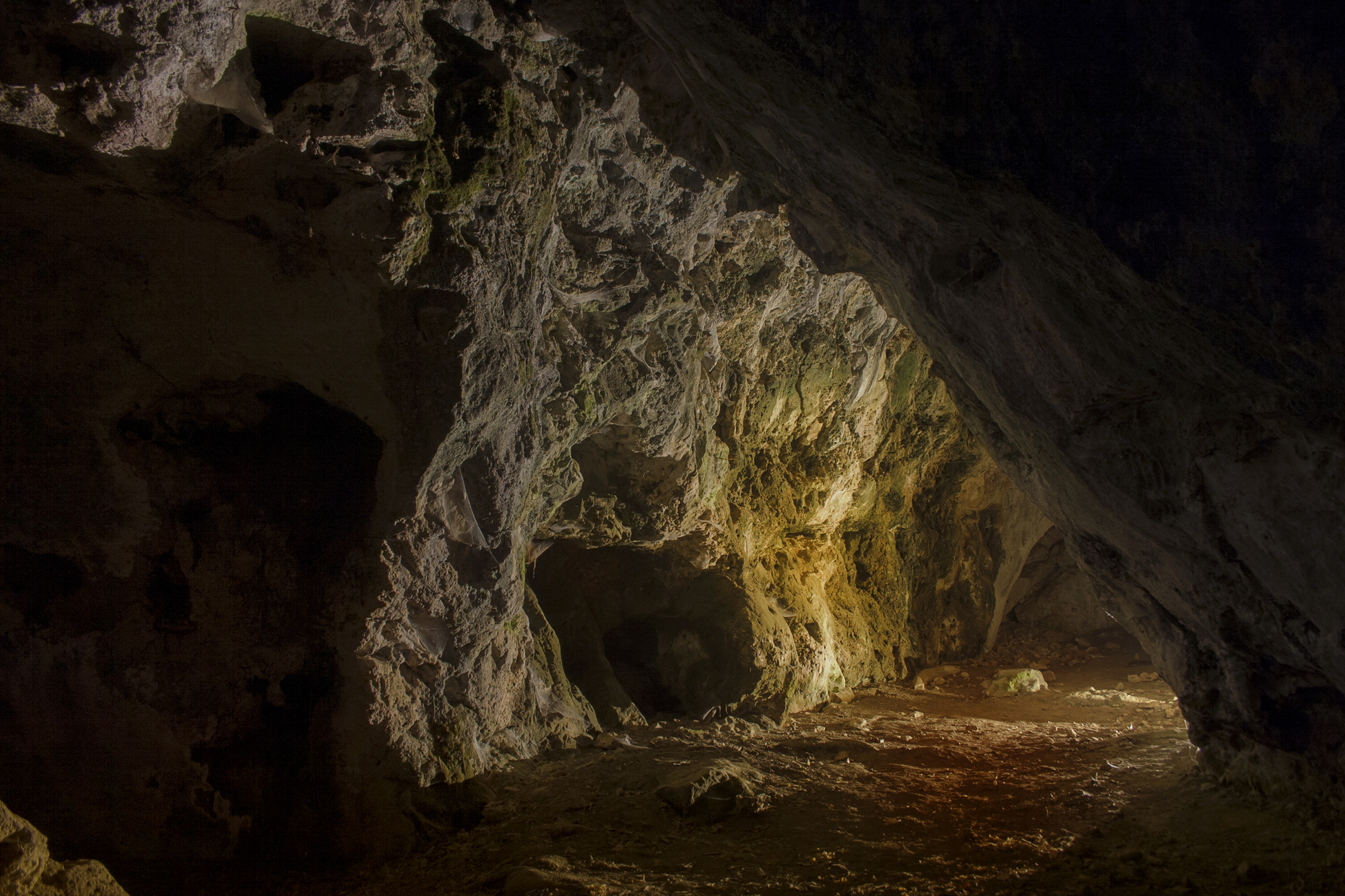
Ingresso grotta di Conchi

- La grotta di Conchi ubicata nell'omonima località.
- La Pilchina di li Caadaggi.
- La fossa di la Lòriga è una grotta naturale che si apre sulla collina di lu Padru, che comprende camere di circa 10 metri di altezza con stalattiti e stalagmiti.

## Società

### Evoluzione demografica
Abitanti censiti

## Amministrazione
| Periodo        | Periodo        | Primo cittadino          | Partito                                | Carica  | Note   |
| -------------- | -------------- | ------------------------ | -------------------------------------- | ------- | ------ |
| 6 giugno 1993  | 27 aprile 1997 | Giovanni Gavino Degortes | lista civica                           | Sindaco | [ 5 ]  |
| 27 aprile 1997 | 13 maggio 2001 | Pietro Giuseppe Careddu  | liste civiche di centro-sinistra       | Sindaco | [ 6 ]  |
| 13 maggio 2001 | 28 maggio 2006 | Pietro Giuseppe Careddu  | lista civica                           | Sindaco | [ 7 ]  |
| 28 maggio 2006 | 15 giugno 2008 | Gennaro Moretta          | lista civica                           | Sindaco | [ 8 ]  |
| 15 giugno 2008 | 26 maggio 2013 | Giovanni Gavino Degortes | lista civica "Guardiamo Oltre"         | Sindaco | [ 9 ]  |
| 26 maggio 2013 | 10 giugno 2018 | Stefano Ruiu             | lista civica "Progetto Sedini"         | Sindaco | [ 10 ] |
| 10 giugno 2018 | 29 maggio 2023 | Salvatore Carta          | Lista civica "Per Sedini"              | Sindaco | [ 11 ] |
| 29 maggio 2023 | in carica      | Salvatore Carta          | Lista civica "Sedini per la rinascita" | Sindaco | [ 12 ] |